# Средневзвешенная стоимость капитала
Средневзвешенная стоимость капитала (англ. weighted average cost of capital, WACC) — это средняя процентная ставка по всем источникам финансирования компании. При расчете учитывается удельный вес каждого источника финансирования в общей стоимости.
Термин «средневзвешенная стоимость капитала» применяется в финансовом анализе и оценке бизнеса. Показатель характеризует относительный уровень общей суммы расходов по обеспечению каждого источника финансирования и представляет собой средневзвешенную стоимость капитала.

## Формула
В своем общем виде, средневзвешенная стоимость капитала рассчитывается следующим образом:
{\displaystyle {\text{WACC}}={\frac {\sum _{i=1}^{N}r_{i}\cdot MV_{i}}{\sum _{i=1}^{N}MV_{i}}}}
где {\displaystyle N} есть количество источников капитала (ценные бумаги, виды заимствований); {\displaystyle r_{i}} - требуемая норма доходности ценной бумаги {\displaystyle i}; и {\displaystyle MV_{i}} - рыночная стоимость всех находящихся в обращении ценных бумаг {\displaystyle i}.
В случае, когда компания финансируется только посредством собственного капитала и заемных средств, средневзвешенная стоимость капитала рассчитывается как:
{\displaystyle {\text{WACC}}={\frac {D}{D+E}}K_{d}+{\frac {E}{D+E}}K_{e}}
где {\displaystyle D} - совокупные заимствования, {\displaystyle E} - совокупность собственных средств, {\displaystyle K_{d}} - стоимость заёмного капитала, и {\displaystyle K_{e}} - стоимость собственного капитала. При этом, при расчете должны быть использованы рыночные стоимости собственного и заемного капитала.

### Влияние налогов
В формулу расчета средневзвешенной стоимости капитала также могут быть включены эффекты от введения налогов. Так, WACC для компании, финансируемой посредством одного вида ценных бумаг с совокупной рыночной стоимостью, равной {\displaystyle MV_{e}}, и стоимостью собственного капитала {\displaystyle R_{e}}, а также одного вида облигаций с совокупной рыночной стоимостью, равной {\displaystyle MV_{d}}, и стоимостью заемного капитала {\displaystyle R_{d}}, в стране с ставкой корпоративного налога {\displaystyle t} рассчитывается следующим образом:
{\displaystyle {\text{WACC}}={\frac {MV_{e}}{MV_{d}+MV_{e}}}\cdot R_{e}+{\frac {MV_{d}}{MV_{d}+MV_{e}}}\cdot R_{d}\cdot (1-t)}
Такой расчет может сильно различаться в виду наличия большого набора составляющих, взятых за основу для расчета средневзвешенной стоимости. Как следствие, вполне обоснован широкий набор WACC для одной и той же компании .

## Применение
При инвестиционном анализе стоимость капитала сравнивается со ставкой внутренней доходности (IRR). Чтобы проект окупался, внутренняя доходность должна быть больше стоимости капитала.
Поскольку измеряется ожидаемая стоимость нового (или привлекаемого) капитала, необходимо использовать рыночные оценки стоимости каждой из составляющих, а не данные из бухгалтерской отчетности (которые могут значительно отличаться). Дополнительно, другие, более редкие источники финансирования, такие как конвертируемые облигации, конвертируемые привилегированные акции и прочие, будут включаться в формулу только в случае, если они присутствуют в значительных объёмах, поскольку стоимость подобного финансирования обычно отличается от стандартных облигаций и акций.